# گرگینه (فیلم ایتالیایی)
گرگینه (ایتالیایی: La donna lupo) که در کشورهای انگلیسی‌زبان با نام «آدمخوار» به‌نمایش درآمد، یک فیلم درام اِروتیک به کارگردانی آئورلیو گریمالدی است که در سال ۱۹۹۹ منتشر شد. از بازیگران آن می‌توان به لوردانا کاناتا اشاره کرد.